# Túbulo contorneado distal
El túbulo contorneado distal (TCD) es un conducto que forma parte de la nefrona (véase riñón), que es impermeable al agua, pero permeable a algunos iones, donde se reabsorbe una porción de cloruro de sodio a través del cotransportador de Na-Cl sensible a tiazidas.

## Fisiología
Aquí se producen procesos de reabsorción y secreción tubular, que regulan la homeostasis de distintos iones, como el sodio, el cloruro, el magnesio y el calcio.

## Composición
Entre los pliegues basolaterales profundos, cuyas membranas poseen la ATPasa de Na-K, se encuentran mitocondrias alargadas. 